# 馬滕斯峰
85°34′S 131°2′W / 85.567°S 131.033°W
馬滕斯峰（英語：Martens Peak）是南極洲的山峰，位於威爾克斯地，屬於霍利克山脈中威斯康辛山脈的一部分，美國地質調查局根據測量和該國海軍的空中照片繪入地圖，現時由南極條約體系管理。